# José Bringas

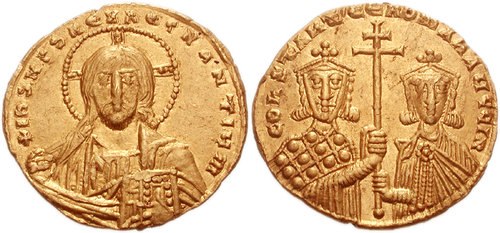
Soldo de r. e r.

José Bringas (em grego medieval: Ὶωσῆφ Βρίγγας; romaniz.: Ioseph Bríngas; m. 965) foi importante eunuco e oficial bizantino sob os imperadores Constantino VII (r. 945–959) e Romano II (r. 959–963). Elevado a altos postos civis e militares durante Constantino VII, com a morte do imperador tornou-se de facto o ministro chefe e regente efetivo de Romano II. Quando da morte súbita do imperador em 963, José Bringas tornou-se regente dos jovens Basílio II e Constantino VIII e enfrentou grande resistência. Tendo se oposto sem sucesso à ascensão de Nicéforo Focas ao trono imperial em 963, foi exilado em um mosteiro, onde morreu em 965.

## Bibliografia

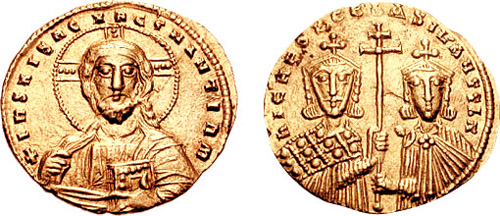
Histameno de r. com Basílio II no reverso